# 杨柳瑶族乡
杨柳瑶族乡，是中华人民共和国湖南省郴州市桂阳县下辖的一个乡镇级行政单位。

## 行政区划
杨柳瑶族乡下辖以下地区：
杨柳村、四合村和民族村。